# Liropilio
Genre
Liropilio est un genre d'opilions eupnois de la famille des Phalangiidae.

## Distribution
Les espèces de ce genre se rencontrent en Kazakhstan et en Russie.

## Liste des espèces
Selon World Catalogue of Opiliones (03/05/2021) :
- Liropilio przhevalskii Gritsenko, 1979
- Liropilio stukanovi Gritsenko, 1979

## Publication originale
- Gritsenko, 1979 : « Новый род сенокосцев (Opiliones, Phalangiinae) из Северного Тянь-Шаня и Западного Алтая - A new genus of harvestmen (Opiliones, Phalangiinae) from the northern Tien-shan and western Altai Kazakh-SSR USSR. » Zoologicheskii Zhurnal, vol. 58, p. 264–267.